# Charles Dupuy
Charles Dupuy, född 5 november 1851, död 23 juli 1923, var en fransk politiker.
Dupuy var ursprungligen läroverkslärare och valdes 1885 av opportunistpartiet till deputerad. Han var undervisningsminister 1892-1893 i Alexandre Ribots regering och april-december 1893 konseljpresident och inrikesminister. I december 1893 blev Dupuy president för deputeradekammaren och visade stor kallblodighet genom att, då anarkisten Vaillant kastade en bomb i plenisalen, sitta kvar i talmansstolen och lugnt förklara: Förhandlingarna fortsätta. Maj 1894-januari 1895 och november 1898-juni 1899 var Dupuy åter konseljpresident och inrikesminister. Under första perioden genomförde han en del sociala reformer, andra perioden inföll vid den tidpunkt, då striden kring Alfred Dreyfus pågick som häftigast. Utrikespolitiskt hade han då att ta ställning i Fashodakonflikten. 1900 blev Dupuy senator. Han var inte någon mera betydande person men en god administratör, oförvitlig samt övertygad republikan.